# Hesperocamelus
Hesperocamelus — вимерлий рід наземних травоїдних тварин родини верблюдових (Carelidae), ендемік Північної Америки з міоцену.

## Таксономія
Назву Hesperocamelus запропонував Макдональд (1949). Макдональд (1949) та Керролл (1988) віднесли його до родини Camelidae. Його назва походить від давньогрецького: ἕσπερος (hésperos, «західний») і κάμηλος (kámelos, «верблюд») латинізоване.

## Поширення викопних решток
Поширення викопних решток обмежене Невадою та Каліфорнією.